# Sebaea sulphurea
Sebaea sulphurea är en gentianaväxtart som beskrevs av Diederich Franz Leonhard von Schlechtendal. Sebaea sulphurea ingår i släktet Sebaea och familjen gentianaväxter. Inga underarter finns listade i Catalogue of Life.